# Храмы Петрозаводска

В список включены храмы всех религий и конфессий (как действующие, так и несохранившиеся), находящиеся на территории города Петрозаводска в его современных границах. Список составлен с разбивкой расположения храмов по районам Петрозаводска.

## Православные храмыПетрозаводской и Карельской епархии

### Голиковка
1. Кафедральный собор во имя святого благоверного великого князя Александра Невского — расположен на проспекте Александра Невского, 32. Церковь построена в 1826—1832 годах на пожертвования мастеровых Александровского завода, служителей и императора Александра I по проекту архитектора Александра Ивановича Постникова под руководством Пьетро Карло Мадерни. Храм освящён первым епископом Олонецким и Петрозаводским Игнатием (Семёновым) 27 января 1832 года. В 1929 году по решению Петрозаводского городского Совета рабочих, крестьянских и красноармейских депутатов заводская церковь была закрыта и передана краеведческому музею. В 1991 году храм возвращён Петрозаводской епархии. Вновь освящён 3 июня 2000 года Патриархом Московским и всея Руси Алексием II.[1]
2. Домовая часовня во имя святой блаженной Ксении Петербургской — расположена в здании Республиканского перинатального центра — родительного дома № 2 на улице Льва Толстого, 36. Открыта и освящена 19 января 2001 года архиепископом Петрозаводским и Карельским Мануилом.[2]. После переезда роддома в 2020 г. была открыта часовня в честь Иконы Божьей Матери «Всецарица» в республиканском центре паллиативной помощи[3].

### Древлянка
1. Храм во имя святого великомученика Пантелеимона — расположен на Сыктывкарской улице, 34. Церковь построена в 2005—2010 годах, освящена 30 мая 2010 года архиепископом Петрозаводским и Карельским Мануилом.[4]

### Зарека
1. Собор во имя Воздвиженья Честного и Животворящего Креста Господня — расположен на Волховской улице, 1. Церковь построена в 1848—1852 годах по благословению архиепископа Венедикта (Григоровича) на средства горожан. Строительством храма руководил архитектор Василий Тухтаров. Собор освящён 29 декабря 1852 года архиепископом Олонецким и Петрозаводским Аркадием (Фёдоровым). Церковь ненадолго закрывалась в 1941 году.[5]
2. Домовая церковь во имя иконы Пресвятой Богородицы «Иверская» — расположена в бывшем здании Епархиального управления на улице «Правды», 5. Церковь открыта в 2013 году.
3. Крестильный храм-часовня в честь преподобного Елисея Сумского — освящён митрополитом Константином 13 сентября 2020 года[6]
4. Часовня в честь иконы Божией Матери «Неопалимая Купина» — у пожарно-спасательной части № 1. Освящена 17 сентября 2020 г.[7].

### Ключевая
1. Часовня во имя Святого Александра Свирского — располагалась в местечке 12 ключей на Вытегорской дороге (ныне — Гвардейская улица). Часовня построена в 1910 году. В первой половине XX века разрушена.[8]

### Кукковка
1. Храм во имя иконы Пресвятой Богородицы, именуемой «Знамение» — расположен на Вытегорском шоссе, 4. Церковь построена в 2013 году, освящена 24 ноября 2013 года наместником Палеостровского Рождественского монастыря игуменом Иоанном (Зюзиным).[9]
2. Храм во имя иконы Пресвятой Богородицы «Казанская» — расположен на улице Ровио. Строительство начато в 2012 году, в настоящее время не завершено.[10]
3. Часовня во имя Святых Апостолов Петра и Павла — расположена на Вытегорском шоссе, 2А. Часовня построена в 1997—1998 годах по проекту архитектора Николая Куспака на месте утраченной в 1930-е годы каменной часовни в честь Животворящего Креста Господня (1879 год)[11]. 16 августа 1998 года часовня освящена архиепископом Петрозаводским и Карельским Мануилом.[12]

### Курган
1. Домовая часовня во имя преподобного Серафима Саровского — расположена в Доме-интернате для ветеранов на Комсомольском проспекте, 4А. Часовня открыта в 2000-х годах.[13][14]

### Никольский остров
1. Часовня во имя Святителя Николая Чудотворца — располагалась на Никольском острове. Проект на постройку был утверждён в 1897 году. Сгорела в 1930-х годах от удара молнии.[15][16]

### Перевалка
1. Часовня во имя Ахтырской иконы Божией Матери — расположена на улице Пирогова на территории больничного городка Республиканской больницы имени В. А. Баранова. Часовня построена в 2000 году, освящена 20 октября 2000 года Архиепископом Петрозаводским и Карельским Мануилом.[17]
2. Домовая часовня во имя преподобного Серафима Саровского — расположена в здании Детской республиканской больницы на Парковой улице, 58. Открыта и освящена 25 декабря 2012 года наместником Собора во имя Воздвиженья Честного и Животворящего Креста Господня протоиереем Олегом Скляровым.[18]
3. Часовня иконы Божией Матери «Живоносный источник» — открыта 30 марта 2022 г. в помещении республиканского онкоцентра[19].

### Пески
1. Часовня во имя святого Георгия Победоносца — расположена на Соломенском шоссе на территории кладбища «Пески». Часовня построена в 2005 году, освящена 10 мая 2005 года настоятелем Кафедрального собора во имя святого благоверного великого князя Александра Невского протоиереем Иоанном Тереняком.[20]

### Птицефабрика
1. Храм во имя иконы Пресвятой Богородицы «Владимирская» — расположен в посёлке Птицефабрика. Строительство начато в 2011 году, в настоящее время не завершено.[21]
2. Храм во имя преподобного Ионы Яшезерского — расположен в посёлке Птицефабрика на территории исправительной колонии № 9. Церковь построена в 2005 году, освящена 8 сентября 2005 года архиепископом Петрозаводским и Карельским Мануилом.[22]

### Соломенное
1. Церковь во имя Сретения Господня — расположена на Ялгубском шоссе, 1А. Церковь построена в 1775—1781 годах. В 1931 году закрыта, здание неоднократно перестраивалось и передавалось под различные организации — склад, общежитие, начальную школу № 13, сауну, спортзал, магазин. В 1996 году здание возвращено верующим, по проекту архитектора Владислава Куспака, инженера Ф. Ефремова начата реконструкция, завершившаяся в 2003 году. Церковь заново освящена 27 июня 2003 года архиепископом Петрозаводским и Карельским Мануилом.[23]

### Сулажгора
1. Храм во имя святого великомученика Димитрия Солунского — расположен на Сулажгорской улице. Храм построен в 2001—2002 годах.[24]
2. Часовня во имя святой Иулии и святой Анны — расположена на Сулажгорской улице. Часовня построена в 2005 году, освящена 15 августа 2005 года архиепископом Карельским и Петрозаводским Мануилом и епископом Архангельским и Холмогорским Тихоном.[25]

### Томицы
1. Часовня во имя святого благоверного князя Александра Невского — расположена на территории Военного городка № 1. Освящена 19 ноября 2009 года наместником Александро-Невского кафедрального собора Иоанном Тереняком.[26]

### Центр
1. Церковь во имя святой великомученицы Екатерины — расположена на Вольной улице, 6. Храм построен в 1877—1878 годах, освящён 8 января 1878 года епископом Петрозаводским и Олонецким Палладием. В 1930 году церковь закрыта властями, 5 июля 1945 года возвращена верующим[27].
2. Церковь во имя Святого и Животворящего Духа — расположена на улице Федосовой, 21. Церковь построена в 1894 году как часовня при губернской земской больнице по проекту техников земской управы Ратькова и Прушевича. В 1917 году закрыта властями. До 1980-х годов в здании располагался морг республиканской психиатрической больницы. В 1990—1996 годах восстановлена по проекту архитектора Валентины Кауровой[28][29]. Входит в состав Спасо-Кижского Патриаршего подворья.
3. Храм во имя святого апостола и евангелиста Иоанна Богослова — расположен на улице Крупской, 12. Церковь построена в 1999—2004 годах, освящена 31 января 2004 года Архиепископом Петрозаводским и Карельским Мануилом[30].
4. Храм во имя Пророка Божия Илии — расположен в парке 50-летия Пионерской Организации. Строительство начато в 2016 году.[31][32]. Освящен 2 августа 2016 г.[33].
5. Часовня во имя преподобного Сергия Радонежского — расположена на Вольной улице. Часовня построена в 2000 году, освящена 8 октября 2000 года[34].
6. Часовня во имя святых благоверных Петра и Февронии Муромских — расположена на проспекте Карла Маркса, 18А. Открыта в 2013 году в здании бывшей иконной лавки, построенной в середине 2000-х годов[35].
7. Часовня во имя святого мученика Иоанна Воина — расположена на Красноармейской улице на территории Петрозаводского гарнизонного госпиталя — филиала № 4 442-го окружного военного клинического госпиталя. Часовня построена в 2000-х годах.
8. Часовня во имя иконы Божией Матери «Всех скорбящих Радость» — расположена на улице Герцена на территории Следственного изолятора № 1. Открыта и освящена в 2007 году[36].
9. Домовая часовня во имя иконы Божией Матери «Помощница в родах» — расположена в здании Родительного дома имени К. А. Гуткина на улице Кирова, 15. Часовня открыта в 1997 году, освящена после переустройства 5 января 2000 года архиепископом Петрозаводским и Карельским Мануилом[37].
10. Домовая часовня во имя святого Симферопольского и Крымского Луки (Войно-Ясенецкого) — расположена в здании Городской больницы скорой медицинской помощи на улице Кирова, 40. Часовня открыта в 2005 году, освящена 10 августа 2005 года архиепископом Петрозаводским и Карельским Мануилом[38].
11. Домовая часовня во имя Тихвинской иконы Божией Матери — расположена в здании Городской детской больницы на улице Кирова, 21. Часовня открыта и освящена 4 июля 2006 года архиепископом Петрозаводским и Карельским Мануилом[39].
12. Домовая часовня во имя святого Симферопольского и Крымского Луки (Войно-Ясенецкого) в госпитале для ветеранов войн. Освящена 25 сентября 2023 г.[40].

- Собор во имя первоверховных апостолов Петра и Павла
- Собор во имя Воскресения Господня
- Кафедральный собор во имя Сошествия Святого Духа на апостолов
- Кафедральный собор во имя святого благоверного великого князя Александра Невского
- Собор во имя Воздвиженья Честного и Животворящего Креста Господня
- Церковь во имя Сретения Господня

- Церковь во имя святой великомученицы Екатерины
- Церковь во имя Святого и Животворящего Духа
- Храм во имя святого великомученика Димитрия Солунского
- Храм во имя святого апостола и евангелиста Иоанна Богослова
- Храм во имя святого великомученика Пантелеимона
- Часовня во имя святых апостолов Петра и Павла

- Часовня во имя преподобного Сергия Радонежского
- Часовня во имя святой Иулии и святой Анны
- Часовня во имя святых благоверных Петра и Февронии Муромских
- Часовня во имя святого мученика Иоанна Воина
- Храм во имя Пророка Божия Илии

### Прочие
- Походная церковь Петра Первого. 1710-е годы.
- Собор во имя святых первоверховных апостолов Петра и Павла. Построен в 1703—1711 годах. Сгорел в 1924 году. К 1930 году развалины храма убраны, территория включена в состав парка. На месте собора в 1996 году установлен памятный крест, который через некоторое время был дополнен памятной доской
- Церковь во имя Сошествия Святого Духа. XVIII век. В 1790-е годы деревянная церковь ввиду ветхости была разобрана, на её месте построена каменная церковь. Ныне на месте храма располагается гостиница «Маски».
- Собор во имя Воскресения Господня. Построен в 1799—1800 годах. До 1875 года — собор во имя Сошествия Святого Духа. В 1924 году собор сгорел. К 1930 года развалины храма убраны, территория включена в состав парка. На месте храма располагается гостиница «Маски».
- Кафедральный собор во имя Сошествия Святого Духа на апостолов. Построен в 1860—1872 годах. До 1875 года — собор во имя Воскресения Христова. С 1930 по 1936 годы в здании располагались ресторан № 1, столовая № 13 и парашютная вышка. В 1936 году здание было взорвано.
- Пещерная (катакомбная) церковь во имя Святых Олонецких чудотворцев: Андриана Андрусовского, Никифора Важеозерского, Ионы Клименицкого, Лазаря Муромского, Александра Ошевенского, Корнилия Палеостровского, Александра Свирского Афанасия Сяндебского, Кирилла Челмогорского, Ионы Яшезерского. Построена в 1860—1866 годах. Закрыта в 1878 году. Церковь располагалась в здании Кафедрального собора во имя Сошествия Святого Духа.
- Свято-Троицкая церковь. Открыта в 1783 году, закрыта и снесена в 1931 году.
- Церковь во имя Воздвижения Честного и Животворящего Креста Господня. Построена в XVIII веке. Церковь разобрана ввиду ветхости в 1847 году. На её месте построен Собор во имя Воздвиженья Честного и Животворящего Креста Господня
- Заводская церковь во имя святого князя Александра Невского. Строительство велось в 1808—1812 годах, остановлено в связи с тем, что «план по ближайшему рассмотрению оказался неудобным»
- Олонецкий Салминский мужской монастырь во имя святых апостолов Петра и Павла. Существовал в 1589—1785 годах. В 1764 году монастырь упразднён, храм стал приходским. В 1785 году храм сгорел.
- Церковь во имя Богоявления Господня в Соломенном. 1780-е годы.
- Церковь во имя апостолов Петра и Павла в Соломенном. 1795—1798 годы.
- В 1858 году жители деревни, начинавшие с благословения и молитвы каждое своё дело, построили церковь во имя св. влмч. Димитрия Солунского. Сулажгора. Первый храм в деревне Сулажгора появился в XVIII веке, когда была построена часовня во имя Святого Вакха (до настоящего времени не сохранилась).
- К Соломенскому приходу относилась часовня святого Власия в Сулажгоре.
- Храм во Имя Иоанна Богослова в здании Олонецкой духовной семинарии — освящен в 1872 г. Закрыт в 1918 г. в связи с упразднением семинарии и передаче её здания военным учреждениям.
- Храм во имя Преображения Господня в здании архиерейской дачи на Древлянке[41]. Находится на Древлянской горе, где ранее жил олонецкий и архангельский генерал-губернатор. Храм освящен 6 июня 1871 г.[42]. В 1918 г. здание передано коммуне имени Ленина, сейчас — жилой дом. Также монахами Архиерейской дачи была сооружена каменная часовня во имя Покрова пресвятой Богородицы у реки Лососинки над ручьем Студенец в начале дороги на Машезеро, устроенная в память дождя, спасшего петрозаводчан от лесных пожаров, дарованного после грандиозного Крестного хода в 1897 г.[43][44][45].
- Храм во имя Святого Александра Свирского (храм в честь иконы Пресвятой Богородицы «Троеручица»). Должен был располагаться в районе улицы Широкой (сейчас — Еремеева). В 1848 г. подготовлен проект храма, проведено освящение места стройки и первоначальные земельные работы, но строительство храма так и не началось[46]. В 1910 г. на это месте планировался новый каменный храм во имя святой великомученицы Екатерины, который бы заменил старый деревянный, но его строительству помешала Первая Мировая война и Октябрьская революция.
- Домовая церковь во имя Введения во храм Пресвятой Богородицы при Петрозаводском епархиальном женском училище. Ликвидирована в 1918 г.
- Домовая церковь во имя Святого равноапостольного князя Александра Невского при Олонецкой Александра Благословенного мужской гимназии. Открыта в 1896 г. на пожертвования М. Н. Пикина и других благотворителей по проекту архитектора М. П. Калитовича. Находилась во 2 этаже постройки[47]. Ликвидирована в 1918 г.
- Домовая церковь во имя Успения Божией Матери при Николаевском (Пименовском) детском приюте. Ликвидирована в 1918 г.
- Домовая церковь Всех Скорбящих Радости при Петрозаводской тюрьме. Закрыта в 1918 г., в помещении расположился политпросвет исправдома и театр (мог посещаться и вольными лицами)[48], восстановлена в 2007 г.[49].
- Домовая церковь во имя Сергия и Вакха при Петрозаводской богадельне, освящена 16 апреля 1855 г. Построена на пожертвования купца Марка Пименова[50]. После пожара в Петрозаводской градской больнице, произошедшего 11 декабря 1860 г.[51], в 1863 г. в здание богадельни была устроена больница, а сама она переехала в здание, пожертвованное купчихой Нестеровой[52], а церковь стала больничной. В 1896 г. в здании богадельни была открыта новая церковь[53]. Обе церкви закрыты в 1918 г.
- Домовая церковь во имя Святых мучеников Сергия и Вакха при Петрозаводской земской больнице. Ликвидирована в 1918 г.
- Домовая Крестовая церковь во имя Покрова Божией Матери при Архиерейском доме. Построена в 1835 г., переустроена в 1875 г. В 1917 г. занята канцелярией Почтово-телеграфного округа, окончательно ликвидирована согласно распоряжению Петрозаводского городского совета от 28 сентября 1918 г. об упразднении домовых церквей.
- Домовая церковь во имя Архистратига Божия Михаила с прочими небесными силами и преподобного Александра Свирского с прочими Олонецкими чудотворцами в здании Петрозаводского мужского духовного училища. Устроена в 1912 г.[54]. Ликвидирована в 1918 г.
- Домовая церковь во имя Святого Дмитрия Ростовского в здании Петрозаводской мужской учительской семинарии. Устроена на средства купца Фёдора Ивановича Тетерина, освящена 7 октября 1907 г.[55] Ликвидирована в 1918 г.
- Часовня во им святого во имя святого равноапостольного князя Владимира у Петрозаводской женской учительской семинарии (часовня лагеря Петрозаводского батальона). Построена в 1886 г. в честь визита великого князя Владимира Александровича[56].
- Кладбищенская часовня в районе пересечения современных пр. К. Маркса и ул. Кирова на месте универмага Карелия-Маркет. Упразднена в связи с переносом кладбища в 1774 г.[57].
- Часовня во имя святых первоверховных апостолов Петра и Павла в устье реки Лососинки на правом берегу напротив месте, где находилась плотина Петровского завода. Построена в 1903 г. на средства купца М. Н. Пикина в византийском стиле[58][59]. Не сохранилась.
- Часовня во имя Святого Пророка Божия Илии на разъезде Голиковка. Закрыта в 1929 г.[60] Не сохранилась.
- Часовня-киот во имя Николая Чудотворца у северных ворот ограды Воскресенского собора.
- Часовня во имя Божией Матери Спасительницы утопающих на петрозаводской пристани. Построена в 1904 г. по инициативе олонецкого губернатора Н. В. Протасьева. Освящена 12 сентября 1904 г.[61] Не сохранилась.
- Часовня в честь Воздвижения Честного и Животворящего Креста — в Голиковском участке. Разрушена после 1917 г.
- Часовня во имя святого великомученика Георгия — в Голиковском участке (на нынешней улице Володарского). Построена на месте старой деревянной часовни в 1891 году петрозаводским мещанином Михаилом Павловичем Корытовым в честь спасения жизни императора Александра III в 1888 году. Разрушена после 1917 г.[62].
- Часовня во имя воздвижения Честного и Животворящего Креста по Тюремной улице. Разрушена после 1917 г.
- Деревянная часовня во имя Воздвиженья Честного и Животворящего креста Господня на Кукковской горе в месте развилки трактов на Машезеро и Вытегру. Перестроена в 1910-х гг. В 1913 г. отремонтирована, внутри её установлен кресть с Голгофой[63]. Разрушена в 1930-х гг.
- Часовня во имя Святителя Николая Чудотворца на Зарецком военном кладбище в Петрозаводске. Была построена в 1898 г. на средства городского купца И. Ф. Тихонова. закрыта в 1918 году, передана в ведение Кресто-Воздвиженской церковной общины в 1921 г. В 1933 г. в здании кладбищенской церкви на Вытегорской улице открыт продовольственный магазин № 15[64]. До нашего времени не сохранилась.
- Часовня во имя Иоанна Крестителя на Сулажгорской дороге[65]. Первоначально посвящена священномученику Антиппе — зубоисцелителю. В 1887 году перестроена, на средства князей Мышецких подарена деревянная скульптура — голова Иоанна Святителя на блюде, хранившаяся на аналое часовни. Святыня была местом традиционного паломничества горожан[66].
- Часовня во имя Казанской Божией Матери на Большой Закаменской улице[67]
- Часовня на Соломенском шоссе[68]. Не сохранилась.
- Часовня во имя Святителя Николая Чудотворца над источником на берегу Онежского озера[69]. На заседании Петрозаводской городской думы от 23 апреля 1884 г. было решено назвать источник в честь цесаревича Николая Александровича, а 3 мая 1884 г. были выделены деньги на строительство часовни[70]. После Октябрьской революции кресты и икона над источником были сняты[71].
- Домовая Екатерининская церковь. Открыта в 2012 году на Вольной улице. До 2013 года.
- Домовая часовня при спецшколе № 8, не достроена. Во имя иконы Божией Матери «Владимирской».
- Домовая часовня Феодора Ушакова, ныне не существует (при школе № 4)
- Часовня при детском доме № 2, строительство велось в 2008 году, не достроена.[72]
- Часовня Фаддея Блаженного (три часовни)
- Временная церковь в архиерейском доме на улице Новой (Анохина)
- Часовня внутри Гостиного двора (во дворе). Упразднена в 1918 г. Здание ликвидировано не ранее 1925 г.[73].
- вагон-храм во имя Смоленской иконы Божьей Матери «Одигитрия» (Путеводительница) — март 2001 года
- Часовня во имя архистратига Михаила на полигоне Центра профессиональной подготовки Министерства внутренних дел по Республике Карелия[74]
- Крест в честь Преображения Господня на Заводской улице. В престольный праздник к нему проводился крестный ход от Александро-Неского собора.
- Часовня во имя Михаила Архангела около здания казарм на берегу Онежского озера[75]
- Часовня в Закаменном около тюрьмы[76].
- Киот с крестом около моста в районе лесопильного завода Пименова в устье Неглинки. Утрачен в советское время.
- Часовня с крестом внутри на Владимирской набережной напротив пивзавода «Олония». Утрачен в 1930-е гг.[77].

## Планируемые к постройке храмы и часовни
- Храм во имя Тихвинской иконы Божьей Матери на улице Боровой[78]
- Часовня во имя иконы Пресвятой Богородицы «Казанская» и храм во имя иконы Божией Матери «Скоропослушница» на улице Нойбранденбургской — начато строительство палаточной церкви в мае 2016 г.[79][80][81]
- Часовня в честь иконы Божьей Матери «Державная» на площади Кирова[82]
- Храм во имя святого преподобного Сергия Радонежского на улице Кирпичной[83]

## Храм Русской православной Старообрядческой церкви
- Храм имени соловецких чудотворцев Зосимы и Савватия в Соломенном. Освящён 17 сентября 2023 г.[84].

## Старообрядческиемолельни
До 1844 года существовала старообрядческая молельня (храм) в доме одного из последователей старообрядчества Михайлова. Закрыта властями. Имеются планы строительства старообрядческого храма в Петрозаводске

## Храмыпротестантскихрелигиозных организаций
- Храм Евангелическо-лютеранского прихода «Святого Духа» Церкви Ингрии — Древлянская наб., 25. Построен в 2009 г.[86]
- Храм Христа Спасителя христиан веры евангельской Пятидесятников — ул. Пархоменко, 42
- Церковь христиан — адвентистов Седьмого Дня — Комсомольский пр., 14
- Церковь Религиозной организации евангельских христиан г. Петрозаводска "Христианский центр «Благая весть» — пр. Комсомольский, 2а

### Несохранившиесялютеранскиехрамы
- Немецкая кирка. Построена в 1869—1873 годах, в настоящее время не действует.

## Римско-католическиехрамы
- Храм Божией Матери Неустанной Помощи — просп. Ленина, 11а[87]

## Мусульманскиехрамы
- Соборная мечеть — ул. Муезерская, 100

## Синагога
- Молельня в здании казармы 2-й роты. Действовала в середине XX века, после чего еврейское общество приобрело дом в городе, где стали производиться религиозные обряды, в 1868 г. по настоянию властей закрыт, молельня была организована в одной из комнат при мастерской Петрозаводского гарнизонного батальона, после чего была перенесена в район реки Неглинки в дом крестьянина Гуркина[88].
- Молитвенный дом-синагога. Находился в Слободке на Малой Слободской улице. Открыт в 1904 г. Сгорел в 1920-х гг.[89]
- Еврейская молельня на углу улиц Малой Подгорной и Пушкинской улиц. Открыта после уничтожения пожаром синагоги. Закрыта в 1929 г.[90].
- Синагога[91][92]

## Другие религиозные учреждения
Также в Петрозаводске имеются храмы, молитвенные дома мормонов и общин других конфессий.